# Мифологии
«Мифологии» — сборник журнальных статей Ролана Барта, которые первоначально были опубликованы на страницах периодической прессы, главным образом, в газете Les Lettres nouvelles. Первая часть этого сборника содержит 53 статьи, написанных Бартом в период с 1954 по 1956 год, вторая часть — теоретическую статью «Миф сегодня». «Мифологии» стали одной из основополагающих работ для Сultural Studies.

## Мифологии
В своих статьях Ролан Барт обращается к анализу «мифологии» современного общества, общества потребления. Барт анализировал повседневную жизнь мелкой буржуазии, мифы, создаваемые массмедиа. Миф рассматривался с семиологической точки зрения — как знаковая система, структуроподобная естественному языку. Сюжеты статей построены по принципу «развинтить, чтобы развенчать», дабы в конце концов избавиться от власти стереотипа, вернуться к реальному восприятию мира. Барт выделил два уровня «мифических» смыслов и сообщений: основный смысл (денотация) и мифический или идеологический (коннотация). В рекламном сообщении денотация («отбеливает белее белого») дополняется не осознаваемым смыслом коннотации: покупать потребительские товары — естественно и правильно, они приносят счастье и радость. «Функция мифа — удалять реальность, вещи в нем буквально обескровливаются, постоянно истекая бесследно улетучивающейся реальностью, он ощущается как ее отсутствие». «Мифологии» представили семиотическую программу на основе формализма и содержали идею рассмотрения любых продуктов человеческой деятельности как «языков».
Первый полный перевод «Мифологий» снабжён подробной вступительной статьей («Эстетика мифа» — «Диалектика знака» — «Феноменология тела» — «Политика театра») и комментариями, раскрывающими «ближайший хроникальный», «дальний культурный» и «авторский» контекст.

### Статьи по тематике
Сортировка по количеству статей (из книги «Мифологии») одной тематики:
- Потребление: 8 мифов (Пеномоющие средства; Операция «Астра»; Игрушки; «Глубинная» реклама; «Синий гид»; Стриптиз; Новый «Ситроен»; Пластмасса)
- Язык и литература: 8 мифов (Писатель на отдыхе; Писательство и деторождение; «Наутилус» и пьяный корабль; Адамов и язык; Расин есть Расин; Африканская грамматика; Литература в духе Мину Друэ; Критика «ни-ни»)
- Образы: 7 мифов (Римляне в кино; Слепонемая критика; Бедняк и пролетарий; Марсиане; Симпатичный рабочий; Человек-снаряд; Забастовка и пассажир)
- Культура: 6 мифов (Два мифа молодого театра; Астрология; Буржуазный вокал; В мюзик-холле; «Дама с камелиями»; Круиз на «Батории»)
- Фотография: 5 мифов (Актер на портретах Аркура; Фото-шоки; Предвыборная фотогения; Бизон среди негров; Великая семья людей)
- Люди: 4 мифа (Мозг Эйнштейна; Иконография Аббата Пьера; Лицо Греты Гарбо; Круиз на «Батории»)
- Питание: 4 мифа (Вино и молоко; Бифштекс и картошка; Орнаментальная кулинария; «Синий гид»)
- Различные факты: 4 мифа (Доминиси, или торжество литературы; Билли Грэхем на зимнем велодроме; Процесс Дюприе; Брачная хроника)
- Политика: 3 мифа (Несколько высказываний г-на Пужада; Пужад и интеллектуалы; Предвыборная фотогения)
- Спорт: 2 мифа (Мир, где состязаются в кетче; «Тур де Франс» как эпопея)
- Разное: (Круиз голубой крови; В Париже не было наводнения; Сила и непринужденность; Затерянный континент; Словарь гонщиков; Читающая в сердцах)

## Миф сегодня
В сентябре 1956 года Ролан Барт написал текст под названием «Миф сегодня», который является обобщающей теоретической статьей к книге «Мифологии». В нём он анализирует феномен того же мифа, определяя его (в соответствии с этимологией) как «миф есть слово», «миф представляет собой систему связи, это сообщение».
В этом тексте Барт объясняет своё видение мифа. Текст разделен на 11 частей:
- Миф как высказывание
- Миф как семиологическая система
- Форма и понятие
- Значение
- Чтение и дешифровка мифа
- Миф как похищение языка
- Буржуазия как анонимное общество
- Миф — это деполитизированное слово
- Миф у левых
- Миф у правых
- Необходимость мифологии и её пределы

Миф Барта является инструментом идеологии, выполняет функции убеждения, миф — это знак. Он предполагает, что мифом можно обозначить все что угодно: «Значит, мифом может быть всё? Да, я считаю так, ибо наш мир бесконечно суггестивен. Любой предмет этого мира может из замкнуто-немого существования перейти в состояние слова, открыться для усвоения обществом — ведь никакой закон, ни природный, ни иной, не запрещает нам говорить о чём угодно». По мнению Барта, носителем мифического слова способно служить всё — не только письменный дискурс, но и фотография, кино, репортаж, спорт, реклама и т. д.

## Первое издание
Bartes R. Mythologies. Paris: Éditions du Seuil, 1957. 267 p.